# The Mind's I
The Mind's I е третият дългосвирещ студиен албум на Dark Tranquillity, издаден през 1996 от Osmose Productions, преиздаден през 2004 пак от Osmose, както и през 2005 от Century Media с включени песните от Enter Suicidal Angels, както и два концертни клипа.